# 1290

## Esdeveniments
- 18 de juliol – Eduard I d'Anglaterra ordena als jueus (uns 16.000) abandonar el país abans de l'1 de novembre.
- Terratrèmol de Zhili de 1290 - Almenys 100.000 persones moren per efecte del terratrèmol.[1]

## Naixements
- Guillem d'Occam filòsof.
- Margarida de Borgonya i de França

## Necrològiques
Països Catalans
- 19 de setembre - Barcelona: Maria de Cervelló, fundadora de la branca femenina de l'orde mercedari, santa de l'Església Catòlica (n. 1230).[2]

Resta del món
- 10 de maig - Ladislau IV d'Hongria
- 8 de juny, Florència: Beatrice Portinari, possiblement la figura històrica rere Beatriu, la dona que inspirà Dante Alighieri (n. 1266).[3]
- 10 de novembre - Qalàwun, sultà d'Egipte.
- 28 de novembre, Harby, Nottinghamshire: Elionor de Castella, infanta de Castella per naixement i reina d'Anglaterra per matrimoni.[4]
- Jordi II de Xipre, patriarca de Constantinoble.